# Thracia morrisoni
Thracia morrisoni is een tweekleppigensoort uit de familie van de Thraciidae. De wetenschappelijke naam van de soort is voor het eerst geldig gepubliceerd in 1964 door Petit.